# Coluber gracilis
Coluber gracilis este o specie de șerpi din genul Coluber, familia Colubridae, descrisă de Albert Günther în anul 1862. Conform Catalogue of Life specia Coluber gracilis nu are subspecii cunoscute.